# Theodor Hoebel

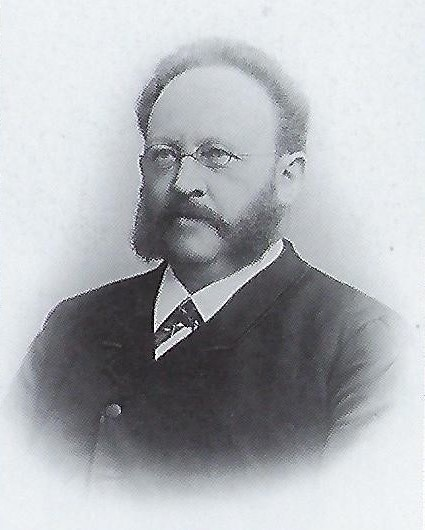
Theodor Hoebel (1890)

Theodor Hoebel (* 16. Februar 1832 in Dransfeld; † 12. Juli 1908 in Georgenthal) war ein deutscher Wasserbauingenieur. Er gilt als Erbauer des Bremerhavener Fischereihafens.

## Biografie
Hoebel studierte an der Technischen Hochschule Hannover Bauingenieurwesen und Wasserbau. Ab 1865 war er bei der Wasserbauinspektion in Geestemünde beschäftigt. Als Nachfolger von Georg Dinklage leitete er sie von 1875 bis 1899. Er besorgte den Bau des Holz- und Petroleumshafens. Mit dem Wasserbauinspektor Joseph entwickelte er die Pläne für die Melioration der Geeste. Sie bestanden in der Begradigung der Geesteniederung und im Bau der Schiffdorfer Stauschleuse. Hoebels Hauptwerk war der Fischereihafen (Bremerhaven), den er mit dem Wasserbauinspektor Graevell und dem Regierungsbaumeister Schubert konzipiert hatte. Das 1200 m lange Hafenbecken und die kombinierte Auktions- und Packhalle I wurden am 1. November 1896 eröffnet. Damit konnte Geestemünde seine führende Stellung als Deutschlands wichtigster Hochseefischereihafen und Vermarktungsplatz für Seefisch ausbauen. Die Hauptzufahrtsstraße in das Fischereihafengebiet trägt seit 1900 Hoebels Namen.

## Werke
- Erweiterung des Hafengebiets und Bau eines Fischereihafens in Geestemünde. Zentralblatt der Bauverwaltung 17 (1897), Nr. 33, S. 358–362.
- mit Graevell: dito, Nr. 34, S. 378–380.